# LDS 169
LDS 169 is een dubbelster met een spectraalklasse van M2.V en M3.V. De ster bevindt zich 28,83 lichtjaar van de zon.